# MTV Video Music Awards de 1992
O MTV Video Music Awards (VMA) de 1992 foi ao ar em 9 de setembro de 1992, premiando os melhores videoclipes lançados entre 16 de junho de 1991 e 15 de junho de 1992. A cerimônia, ocorrida no Pavilhão Pauley, no câmpus da Universidade da Califórnia, em Los Angeles, nos Estados Unidos, foi apresentada pelo comediante estadunidense Dana Carvey.
Os grandes vencedores da noite foram as bandas Van Halen e Red Hot Chili Peppers, com cada grupo ganhando três prêmios. O vídeo da canção "Right Now",  do Van Halen, levou para casa o principal prêmio da noite, Vídeo do Ano, e recebeu sete indicações, tornando-se o vídeo mais indicado da noite. Enquanto isso, o Red Hot Chili Peppers ganhou o prêmio de Escolha do Público, e recebeu um total de nove indicações, por dois de seus vídeos, tornando-se o artista mais indicado desta edição do VMA. Seis das indicações do Peppers foram para "Give It Away" e as três restantes foram para "Under the Bridge".
A premiação é lembrada por uma briga entre Axl Rose e os membros do Nirvana, assim como entre Rose e Courtney Love. O desentendimento começou nos bastidores, antes do início da cerimônia, quando Love, brincando, convidou Rose para ser o padrinho de Frances Bean Cobain. Rose ameaçou Cobain caso ele não aquietasse sua esposa, e farpas foram trocadas entre Love e a então namorada de Rose, Stephanie Seymour. Os baixistas Krist Novoselic e Duff McKagan quase saíram no tapa por causa do incidente, pouco antes do Nirvana subir ao palco. A briga veio a público no palco, logo após a performance de "Lithium", do Nirvana, quando o baterista Dave Grohl provocou Rose. Cobain então levantou a disputa em entrevistas pós-show, ainda no VMA.
Junto com Nirvana e Guns N 'Roses, as performances da noite incluíam nomes como Bryan Adams, Def Leppard, En Vogue, Red Hot Chili Peppers, Pearl Jam, Eric Clapton, entre outros. Além disso, houve uma performance especial da banda U2, transmitida via satélite a partir de Detroit, com o apresentador da cerimônia, Dana Carvey tocando bateria para eles a partir do Pavilhão Pauley. A banda inglesa The Cure iria se apresentar também, mas tive que cancelar sua aparição, alegando doença e exaustão da banda.

## Performances
| Artista                  | Canção                                    | Apresentado por |
| ------------------------ | ----------------------------------------- | --------------- |
| The Black Crowes         | "Remedy"                                  | Dana Carvey     |
| Bobby Brown              | "Humpin' Around"                          | Dana Carvey     |
| U2 Dana Carvey           | "Even Better Than the Real Thing"         | Dana Carvey     |
| Def Leppard              | "Let's Get Rocked"                        | Dana Carvey     |
| Nirvana                  | "Rape Me" (Intro) "Lithium"               | Dana Carvey     |
| Elton John               | "The One"                                 | Dana Carvey     |
| Pearl Jam                | "Jeremy"                                  | Dana Carvey     |
| Red Hot Chili Peppers    | "Under the Bridge" (Intro) "Give It Away" | Dana Carvey     |
| Michael Jackson          | "Black or White"                          | Dana Carvey     |
| Bryan Adams              | "Do I Have to Say the Words?"             | Dana Carvey     |
| En Vogue                 | "Free Your Mind"                          | Dana Carvey     |
| Eric Clapton             | "Tears in Heaven"                         | Dana Carvey     |
| Guns N' Roses Elton John | "November Rain"                           | Dana Carvey     |

Notas
1. ↑  Ao vivo, via satélite, de Detroit, Estados Unidos.
2. ↑  Como Garth Algar, de Wayne's World, na bateria.
3. ↑  Ao vivo de sua turnê Dangerous World Tour, em Londres, Inglaterra.

## Vencedores e indicados
| Vídeo do Ano (apresentado por Mick Jagger) | Artista Revelação Em Um Vídeo (apresentado por Boyz II Men e Wilson Phillips) |
| --- | --- |
| - Van Halen – "Right Now" - Def Leppard – "Let's Get Rocked" - Nirvana – "Smells Like Teen Spirit" - Red Hot Chili Peppers – "Under the Bridge" | - Nirvana – "Smells Like Teen Spirit" - Tori Amos – "Silent All These Years" - Arrested Development – "Tennessee" - Cracker – "Teen Angst (What the World Needs Now)" |
| Melhor Vídeo Masculino (apresentado por Eddie Murphy) | Melhor Vídeo Feminino (apresentado por Kris Kross e Magic Johnson) |
| - Eric Clapton – "Tears in Heaven" (MTV Unplugged) - John Mellencamp – "Get a Leg Up" - Tom Petty and the Heartbreakers – "Into the Great Wide Open" - Bruce Springsteen – "Human Touch" - "Weird Al" Yankovic – "Smells Like Nirvana" | - Annie Lennox – "Why" - Tori Amos – "Silent All These Years" - Madonna – "Holiday" (versão de Na Cama com Madonna) - Vanessa L. Williams – "Save the Best for Last" |
| Melhor Vídeo de Um Grupo (apresentado por Peter Gabriel e Annie Lennox) | Melhor Vídeo de Metal/Hard Rock (apresentado por Luke Perry e Howard Stern (como "Fartman")) |
| - U2 – "Even Better Than the Real Thing" - En Vogue – "My Lovin' (You're Never Gonna Get It)" - Red Hot Chili Peppers – "Under the Bridge" - Van Halen – "Right Now" | - Metallica – "Enter Sandman" - Def Leppard – "Let's Get Rocked" - Ugly Kid Joe – "Everything About You" - Van Halen – "Right Now" |
| Melhor Vídeo de Rap (apresentado por Ice-T, Lars Ulrich e Kirk Hammett) | Melhor Vídeo de Dance (apresentado por John Norris durante o Pré-Show) |
| - Arrested Development – "Tennessee" - Black Sheep – "The Choice Is Yours (Revisited)" - Kris Kross – "Jump" - Marky Mark and the Funky Bunch – "Good Vibrations" - Sir Mix-a-Lot – "Baby Got Back" | - Prince e New Power Generation – "Cream" - En Vogue – "My Lovin' (You're Never Gonna Get It)" - Madonna – "Holiday" (versão de Na Cama com Madonna) - Marky Mark and the Funky Bunch – "Good Vibrations" |
| Melhor Vídeo de Música Alternativa (apresentado por Dana Carvey) | Melhor Vídeo de Um Filme (apresentado por Halle Berry e Jean-Claude Van Damme) |
| - Nirvana – "Smells Like Teen Spirit" - Pearl Jam – "Alive" - Red Hot Chili Peppers – "Give It Away" - The Soup Dragons – "Divine Thing" | - Queen – "Bohemian Rhapsody" (de Wayne's World) - Eric Clapton – "Tears in Heaven" (de Rush) - The Commitments – "Try a Little Tenderness" (de The Commitments) - Hammer – "Addams Groove" (de A Família Addams) |
| Vídeo Inovador (apresentado por Marky Mark e Vanessa L. Williams) | Melhor Direção (apresentado por John Corbett e Shannen Doherty) |
| - Red Hot Chili Peppers – "Give It Away" - Tori Amos – "Silent All These Years" - David Byrne – "She's Mad" - Van Halen – "Right Now" | - Van Halen – "Right Now" (Diretor: Mark Fenske) - En Vogue – "My Lovin' (You're Never Gonna Get It)" (Diretor: Matthew Rolston) - Red Hot Chili Peppers – "Give It Away" (Diretor: Stéphane Sednaoui) - Sir Mix-a-Lot – "Baby Got Back" (Diretor: Adam Bernstein) |
| Melhor Coreografia (apresentado por Cindy Crawford durante o Pré-Show) | Melhor Efeitos Especiais (apresentado por Cindy Crawford durante o Pré-Show) |
| - En Vogue – "My Lovin' (You're Never Gonna Get It)" (Coreógrafos: Frank Gatson, Travis Payne e LaVelle Smith Jr.) - Hammer – "2 Legit 2 Quit" (Coreógrafo: Hammer) - Madonna – "Holiday" (versão de Na Cama com Madonna) (Coreógrafo: Vincent Paterson) - Marky Mark and the Funky Bunch – "Good Vibrations" (Coreógrafos: Marky Mark and the Funky Bunch) | - U2 – "Even Better Than the Real Thing" (Efeitos Especiais: Simon Taylor) - David Byrne – "She's Mad" (Efeitos Especiais: Carlos Arguello e Michele Ferrone) - Def Leppard – "Let's Get Rocked" (Efeitos Especiais: Ian Pearson) - Michael Jackson – "Black or White" (Versão curta) (Efeitos Especiais: Jamie Dixon) |
| Melhor Direção de Arte (apresentado por Cindy Crawford durante o Pré-Show) | Melhor Edição (apresentado por Cindy Crawford durante o Pré-Show) |
| - Red Hot Chili Peppers – "Give It Away" (Diretores de Arte: Nick Goodman e Robertino Mazati) - Guns N' Roses – "November Rain" (Diretor de Arte: Nigel Phelps) - Sir Mix-a-Lot – "Baby Got Back" (Diretor de Arte: Dan Hubp) - Rod Stewart – "Broken Arrow" (Diretor de Arte: José Montaño) | - Van Halen – "Right Now" (Editor: Mitchell Sinoway) - En Vogue – "My Lovin' (You're Never Gonna Get It)" (Editor: Robert Duffy) - Metallica – "Enter Sandman" (Editor: Jay Torres) - Red Hot Chili Peppers – "Give It Away" (Editores: Veronique Labels e Olivier Gajan) - U2 – "Even Better Than the Real Thing" (Editor: Jerry Chater) |
| Melhor Cinematografia (apresentado por Cindy Crawford durante o Pré-Show) | Escolha do Público (apresentado por Denis Leary e Cindy Crawford) |
| - Guns N' Roses – "November Rain" (Diretores de Fotografia: Mike Southon e Daniel Pearl) - Tori Amos – "Silent All These Years" (Diretor de Fotografia: George Tiffin) - Eric Clapton – "Tears in Heaven" (MTV Unplugged) (Diretor de Fotografia: David Johnson) - En Vogue – "My Lovin' (You're Never Gonna Get It)" (Diretor de Fotografia: Paul Lauter) - Genesis – "I Can't Dance" (Diretor de Fotografia: Daniel Pearl) - Michael Jackson – "In the Closet" (Diretor de Fotografia: Rolf Kestermann) - Madonna – "Holiday" (versão de Na Cama com Madonna) (Diretor de Fotografia: Toby Phillips) - Marky Mark and the Funky Bunch – "Good Vibrations" (Diretor de Fotografia: Dave Phillips) - Metallica – "Enter Sandman" (Diretor de Fotografia: Martin Coppen) - Red Hot Chili Peppers – "Give It Away" (Diretor de Fotografia: Marco Mazzei) - Vanessa L. Williams – "Running Back to You" (Diretor of Photography: Ralph Ziman) | - Red Hot Chili Peppers – "Under the Bridge" - Def Leppard – "Let's Get Rocked" - Nirvana – "Smells Like Teen Spirit" - Van Halen – "Right Now" |
| Escolha do Público (América Latina) (apresentado por Daisy Fuentes) | Escolha do Público International (Ásia) |
| - El General – "Muévelo" - Caifanes – "Nubes" - Gipsy Kings – "Baila Me" - Mecano – "El 7 de Septiembre" - El Último de la Fila – "Cuando el Mar Te Tenga" | - Christina – "Jing Mai Klua" - Artists R.A.P. (Roslan Aziz Productions) – "Ikhlas Tapi Jauh" - Chang Yu-sheng – "Take Me to the Moon" - The Dawn – "Iisang Bangka Tayo" - Lo Ta-yu – "Story of the Train" - Marsha – "Taak-Hak" |
| Escolha do Público International (Austrália) (apresentado por Richard Wilkins) | Escolha da do Público International (Brasil) (apresentado por Cuca Lazarotto) |
| - Diesel – "Man Alive" - Boom Crash Opera – "Holy Water" - The Clouds – "Hieronymous" - Frente! – "Ordinary Angels" | - Nenhum de Nós – "Ao Meu Redor" - Guilherme Arantes – "Taça de Veneno" - Biquini Cavadão – "Zé Ninguém" - Capital Inicial – "O Passageiro" - Djavan – "Se..." - Engenheiros do Hawaii – "O Exército de um Homem Só" - Gilberto Gil – "Madalena" - Marina – "Criança" - Marisa Monte – "Diariamente" - Os Paralamas do Sucesso – "Trac Trac" - RPM – "Gita" - Sepultura – "Desperate Cry" - Supla – "Só Pensa na Fama" - Titãs – "Saia de Mim" - Caetano Veloso – "Fora da Ordem" |
| Escolha da Audiência International (Europa) (apresentado por Ray Cokes) | Prêmio Michael Jackson Video Vanguard (apresentado por Roger Taylor and Brian May) |
| - The Cure – "Friday I'm in Love" - Genesis – "I Can't Dance" - The KLF (com part. de Tammy Wynette) – "Justified & Ancient" - Annie Lennox – "Why" - Shakespears Sister – "Stay" | Guns N' Roses |